# Parthenini
De Parthenini zijn een geslachtengroep van vlinders uit de onderfamilie Limenitidinae van de familie Nymphalidae.

## Geslachten
- Bhagadatta Moore, 1898
- Parthenos Hübner, 1819